# Sandra Freudlsperger
Sandra Freudlsperger ist eine deutsche Fernsehmoderatorin und Journalistin. Ihren Geburtsnamen Sandra Wagner benutzt sie heute noch als Künstlernamen.

## Berufliche Laufbahn
Seit 1996 war Freudlsperger für verschiedene Fernsehsender als Moderatorin tätig. So führte sie für den MDR durch die Sendung „Abenteuerwelt“, für Deutsche Welle TV durch die Sendung „Drehscheibe“ und für den SFB durchs „Berlinwetter“. Weiterhin hatte sie regelmäßige Auftritte bei mehreren Stadtsendern in Berlin, Frankfurt (Main) und Potsdam.  
Neben ihren Moderatorentätigkeit studierte Freudlsperger an der Martin-Luther-Universität Halle Erziehungswissenschaft. Das Studium schloss sie 1999 als Diplom-Pädagogin ab. Nach ihrem Studium war sie zwischen 2000 und 2006 für einen mittelständischen Betrieb als Vertriebsleiter für Damenunterwäsche tätig.
Von März bis November 2010 war sie Pressesprecherin der CDU-Fraktion im Berliner Abgeordnetenhaus.
Über mehrere Jahre war sie fast täglich auf verschiedenen Fernsehsendern in Dauerwerbesendungen zu sehen, in denen sie Schlager-CDs oder Diätmittel (HSE24) anpries.